# Stazione di Valvasone
La stazione di Valvasone era una stazione ferroviaria posta sul tracciato dismesso da Pinzano a Casarsa della linea Gemona-Casarsa. Serviva il comune di Valvasone in provincia di Pordenone.

## Storia
La stazione venne inaugurata il 12 gennaio 1893 in concomitanza con l'apertura del tronco Casarsa-Spilimbergo.
Nel 1917, durante la prima guerra mondiale la linea venne bombardata e le stazioni di Valeriano, 
Spilimbergo, San Giorgio, San Martino e Valvasone erano quasi distrutte. Inoltre il ponte del Tagliamento era stato fatto saltare dagli austriaci. Nel 1918 la linea venne ripristinata.
La stazione venne chiusa al traffico passeggeri a causa della chiusura del tronco Pinzano-Casarsa al traffico passeggeri nel 1967. Qualche anno dopo, nel 1987, venne definitivamente soppressa per la chiusura al traffico merci sulla linea.

## Strutture e impianti

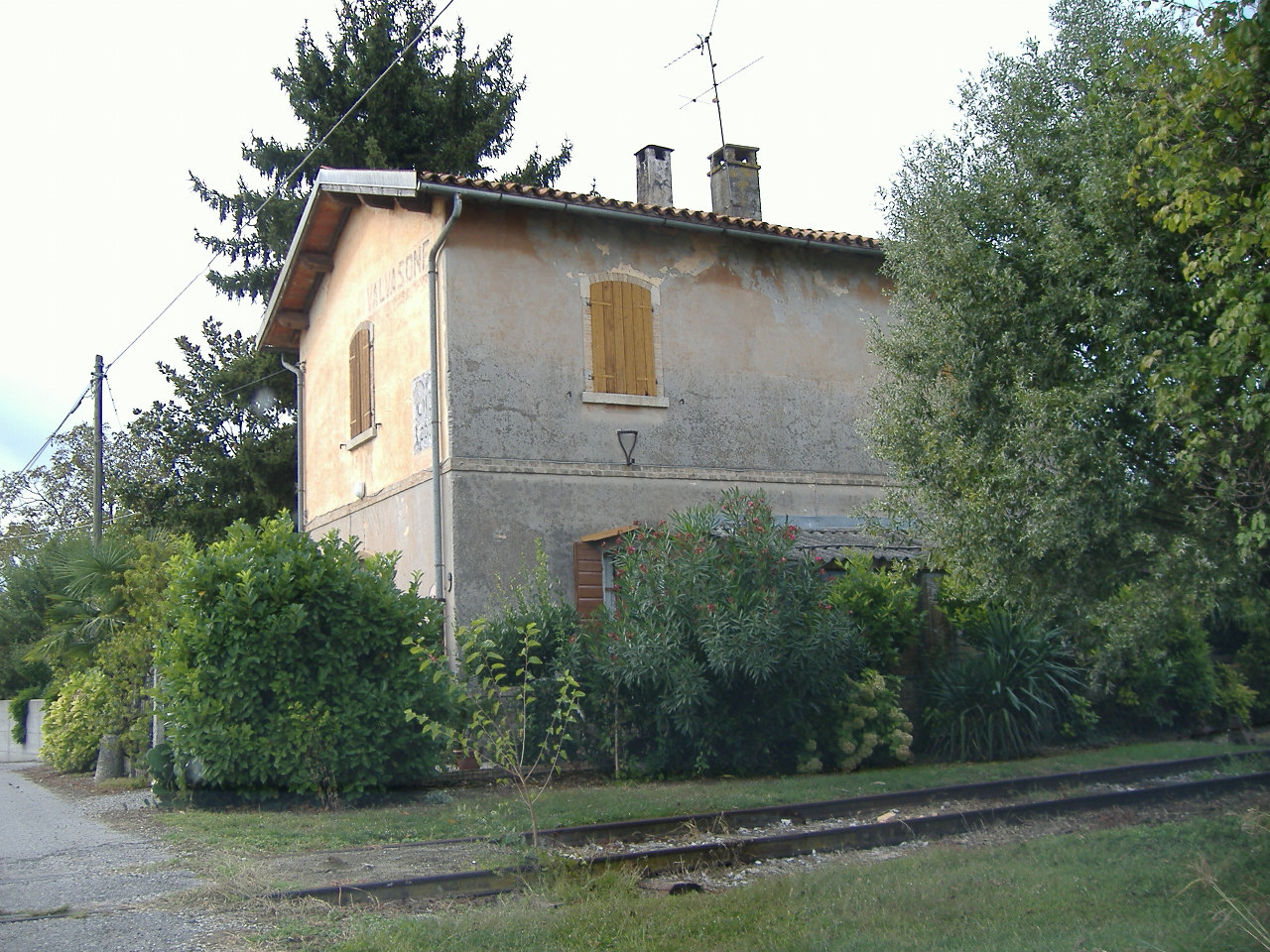
Casello della stazione posto in direzione Casarsa nei pressi di un passaggio a livello

La stazione possedeva un fabbricato viaggiatori, un piccolo fabbricato per i servizi igienici e una banchina che serviva il binario di corsa della linea. Vi era anche un altro binario, sprovvisto di marciapiede, utilizzato per le precedenze.
Vi era anche uno scalo merci dotato di un magazzino, di una banchina per il carico e scarico e di un tronchino di accesso, collegato tramite un deviatoio al resto del piazzale.
Dal 2008 è stata trasformata in abitazione privata.

## Servizi
La stazione disponeva di:
- Biglietteria a sportello
- Sala d'attesa
- Servizi igienici